# Roche Diagnostics
Die Roche Diagnostics International AG ist eine Tochter des Pharmakonzerns Roche Holding. Der Hauptstandort befindet sich in Rotkreuz (Gemeinde Risch) in der Schweiz.

## Standorte
Neben dem Hauptstandort in Rotkreuz bestehen Niederlassungen in Mannheim, Penzberg und Ludwigsburg (alle in Deutschland). Weitere Niederlassungen, in denen Forschung und Entwicklung betrieben werden, bestehen in den USA (Indianapolis und Pleasanton).
Bis zur Aufgabe bzw. Verlegung in die Schweiz im Jahr 2014 bestand in Graz ein weiterer Standort in der Kratky-Strasse, der sich mit der Produktion von Blutgasanalysatoren befasste. Die Entwicklung fand ab da in Rotkreuz statt. Teile der Mitarbeiter führten die Technologie als Konkurrenzunternehmen am Standort weiter.
In Penzberg (Bayern) befindet sich ein großes Biotech-Zentrum mit 7.700 (Stand: 2024) Mitarbeitern.

## Struktur

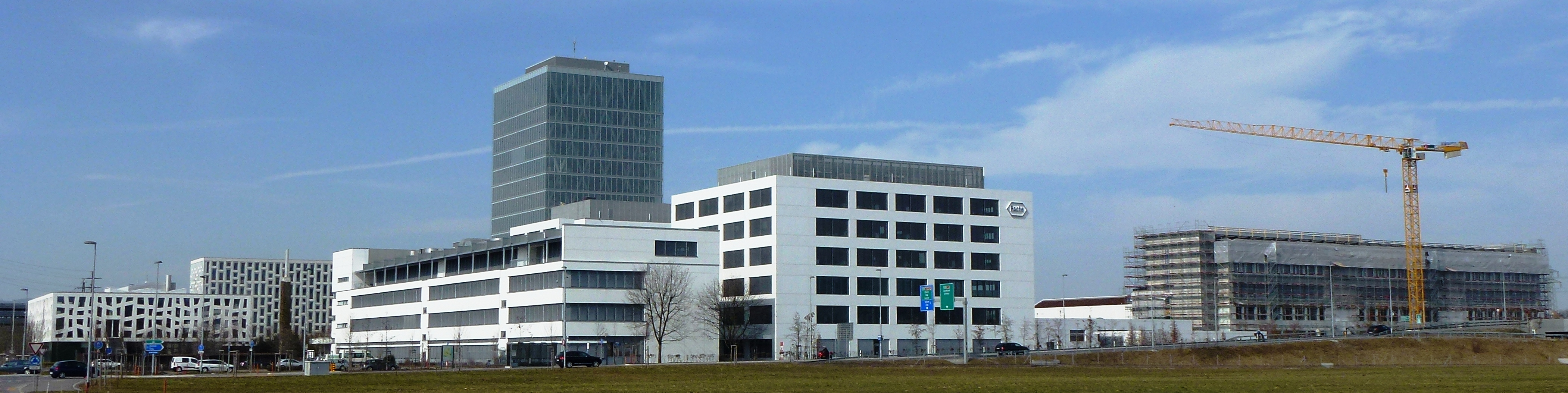
Sitz von Roche Diagnostics in Rotkreuz; in der Mitte das Administrationsgebäude, zweithöchstes Gebäude im Kanton Zug

Die Division Diagnostics ist in vier Geschäftsbereiche eingeteilt: Roche Professional Diagnostics, Roche Molecular Diagnostics, Roche Diabetes Care und Roche Tissue Diagnostics. Sie kennt zwei globale Funktionen – Global Platforms & Support sowie Global Operations – und hat seit 2013 eine Einheit „Sequencing“.
Die Geschäftsbereiche umfassen im Detail:
- Roche Diabetes Care GmbH (eigenständiges Tochterunternehmen) – Blutzucker-Messgeräte, Insulinpumpen, Stechhilfen und Zubehör sowie Service und Dienstleistungen für Diabetiker unter der weltweit einheitlichen Marke Accu-Chek (Hauptsitz in Basel).[11]
- Professional Diagnostics – integrierte und dezentrale Systemlösungen für klinische und niedergelassene Labors, für die Notfallmedizin, Kliniken und den niedergelassenen Bereich, IT-Serviceleistungen; Produkte und Markennamen sind Cobas (geeignet auch für die Coronavirus-Diagnostik), Elecsys, Modular, Reflotron, Urisys etc. (Hauptsitz in Rotkreuz).
- Molecular Diagnostics – auf der PCR-Technologie basierende Diagnose-Systeme; Produkte und Markennamen sind Cobas, LightCycler etc. (Hauptsitz in Pleasanton).
- Roche Tissue Diagnostics – Ventana, Mitglied der Roche-Gruppe, entwickelt vollautomatisierte Geräte, Workflow-Lösungen und Reagenzien für die gewebebasierte Krebsdiagnostik. Die Gerätesysteme und Tumor-Biomarker helfen beispielsweise dem Pathologen im Krankenhaus, Gewebeproben bei Verdacht auf Krebs- und Infektionskrankheiten schnell zu analysieren und eine Diagnose zu stellen. Die Ergebnisse der Untersuchung stellen einen wesentlichen Baustein für eine differenzierte Therapieentscheidung dar und sind daher für den behandelnden Arzt von großer Bedeutung. (Hauptsitz in Tucson, Arizona, USA)

Der ehemalige Geschäftsbereich „Applied Science“ wurde 2013 aufgelöst. Die PCR-Technologie wurde in den Bereich „Molecular Diagnostics“ überführt, andere Produkte aus dem klinisch-chemischen Portfolio von „Applied Science“ liefert seither der Geschäftsbereich „Professional Diagnostics“.
CEO der Diagnostik-Sparte ist Matt Sause, der die Aufgabe 2023 von Thomas Schinecker übernommen hat.
Am Standort Mannheim (ehem. Boehringer Mannheim) ist ein Teil der Forschung und Entwicklung sowie Produktion für Diabetes- und Point-of-Care-Geräte angesiedelt. Hier befindet sich auch das Zentrallager, von dem aus die Belieferung anderer Ländergesellschaften sowie die Direktbelieferung in viele europäische Länder erfolgt.
Seit September 2020 bietet Roche einen Schnelltest für COVID-19 an.